# Разрушители плотин (фильм)
«Разрушители плотин» (англ. The Dam Busters) — британский фильм 1955 года о Второй мировой войне. Картина рассказывает об операции Chastise Королевских ВВС по уничтожению плотин в Рурской области Германии.

## Сюжет
Весна 1942 года. Барнс Уоллис, ведущий инженер фирмы «Виккерс», обращается к правительству с предложением ослабить промышленный потенциал нацистской Германии путём бомбовых ударов по гидросооружениям Рурской области. Для эффективного разрушения плотин Уоллис предлагает создать особую бомбу, способную скакать по поверхности воды. Несмотря на скепсис многих экспертов, идею поддержал Артур Харрис, командующий бомбардировочной авиацией.

## В ролях
- Ричард Тодд — подполковник Гай Гибсон
- Майкл Редгрейв — Барнс Уоллис
- Урсула Джинс — миссис Уоллис
- Бэзил Сидни — сэр Артур Харрис
- Патрик Барр — капитан Джозеф Саммерс
- Эрнест Кларк — Ральф Кохрэйн
- Дерек Фарр — полковник Дж. Уитворт

## История создания
В основу сценария легла книга Пола Брикхилла «Разрушители плотин» (The Dam Busters, в России издана под названием «Затопить Германию!») и мемуары Гая Гибсона «Впереди вражеский берег» (Enemy Coast Ahead).

## Награды
Фильм был номинирован на премии Оскар (лучшие спецэффекты) и BAFTA (лучший британский фильм).

## Факты
- Актёр Ричард Тодд, исполнивший главную роль, принимал участие в воздушном десанте во время высадки в Нормандии в 1944 году.
- Музыкальная тема, написанная композитором Эриком Коатсом («Марш Разрушителей плотин»), была использована в фильме Джорджа Лукаса «Звёздные войны. Эпизод IV. Новая надежда». Также там присутствуют многочисленные отсылки на «Разрушителей плотин», а сцена атаки Звезды смерти почти дословно повторяет кульминационный момент фильма.
- В 2007 году фильм был отреставрирован, при этом из него убрали все упоминания неполиткорректной клички собаки. Книга Пола Брикхилла также изначально называлась «Ниггер!».